# ألكسندر آلفونسوفيتش قروسهيم
الأكاديمي «ألكسندر آلفونسوفيتش قروسهيم» (1888 م- 1948 م)
عالم نباتات متخصص في التصنيف النباتي. أحد مؤسسي أكاديمية العلوم الوطنية الأذربيجانية (1945 م)، وعضو عامل بها. حصل على جائزة الدولة من الاتحاد السوفيتي عام
1948 م)، واختير عضوًا مراسلاً بأكاديمية العلوم الروسية (1939 م)، ثم عضوًا عاملاً بالأكاديمية ذاتها عام (1946 م). وهو مؤسس معهد النباتات التابع لأكاديمية العلوم وأول مدير له )
1936 م– 1947 م). ويعد كذلك مؤسس النظام الوراثي للبذور المغطاة في القوقاز، وأحد مؤسسي المدرسة العلمية للجغرافيا النباتية. حاصل على جائزة الدولة للاتحاد )
السوفيتي عام (1948 م).